# Ardisia arcuata
Ardisia arcuata är en viveväxtart som beskrevs av Kanehira och Hatusima. Ardisia arcuata ingår i släktet Ardisia och familjen viveväxter. Inga underarter finns listade i Catalogue of Life.